# فرازير موني
فرازير موني هو سياسي كندي، ولد في 24 فبراير 1927 في كندا، وتوفي في 5 يناير 2006 في كندا. حزبياً، نشط في الحزب الليبرالي في نوفا سكوشا ‏.